# Escaryus krivolutskiji
Escaryus krivolutskiji är en mångfotingart som beskrevs av Titova 1972. Escaryus krivolutskiji ingår i släktet Escaryus och familjen småjordkrypare. Inga underarter finns listade i Catalogue of Life.